# 平原久真子
平原 久真子（ひらばら くみこ、4月25日 - ）は、日本のタレント。宮崎県出身。

## 主な出演作品

### CM
- モンテローザ イメージガール

### テレビ
- 中居正広の金曜日のスマたちへ (TBS)
- 淳の乾杯してみたっ! (テレビ東京)
- 笑い飯の笑うスポーツ飯 (GAORA)

### 雑誌
- ar（主婦と生活社 2014年7月号）
- 日経トレンディ（日本経済新聞社）
- 写真が上手くなりたいなら覚えるべき50の掟（玄光社MOOK 2014年9月号）

### インターネット番組
- エンタメ公開バラエティー「JUMP」（2014年 - ) 流行学園.TV

## 受賞
- 宮崎県花の女王 （2009年）